# 2094
Cette page concerne l'année 2094  du calendrier grégorien. Pour l'année 2094 av. J.-C., voir 2094 av. J.-C.
L'année 2094 est une année commune qui commence un vendredi.
C'est la 2094e année de notre ère, la 94e année du IIIe millénaire et du XXIe siècle et la 5e année de la décennie 2090-2099.

## Autres calendriers
- Calendrier hébraïque : 5854 / 5855
- Calendrier indien : 2015 / 2016
- Calendrier musulman : 1514 / 1515
- Calendrier persan : 1472 / 1473

## Événements prévisibles
- 7 avril : Mercure occultera Jupiter.
- À Vintimille, la concession des Ports de Monaco expire[1].

## Fiction
- Le récit relaté dans Starplex, roman de science-fiction.